# Pseudagrion mellisi
Pseudagrion mellisi är en trollsländeart som beskrevs av Schmidt 1951. Pseudagrion mellisi ingår i släktet Pseudagrion och familjen dammflicksländor. Inga underarter finns listade i Catalogue of Life.